# Femme sauvage du Vicdessos

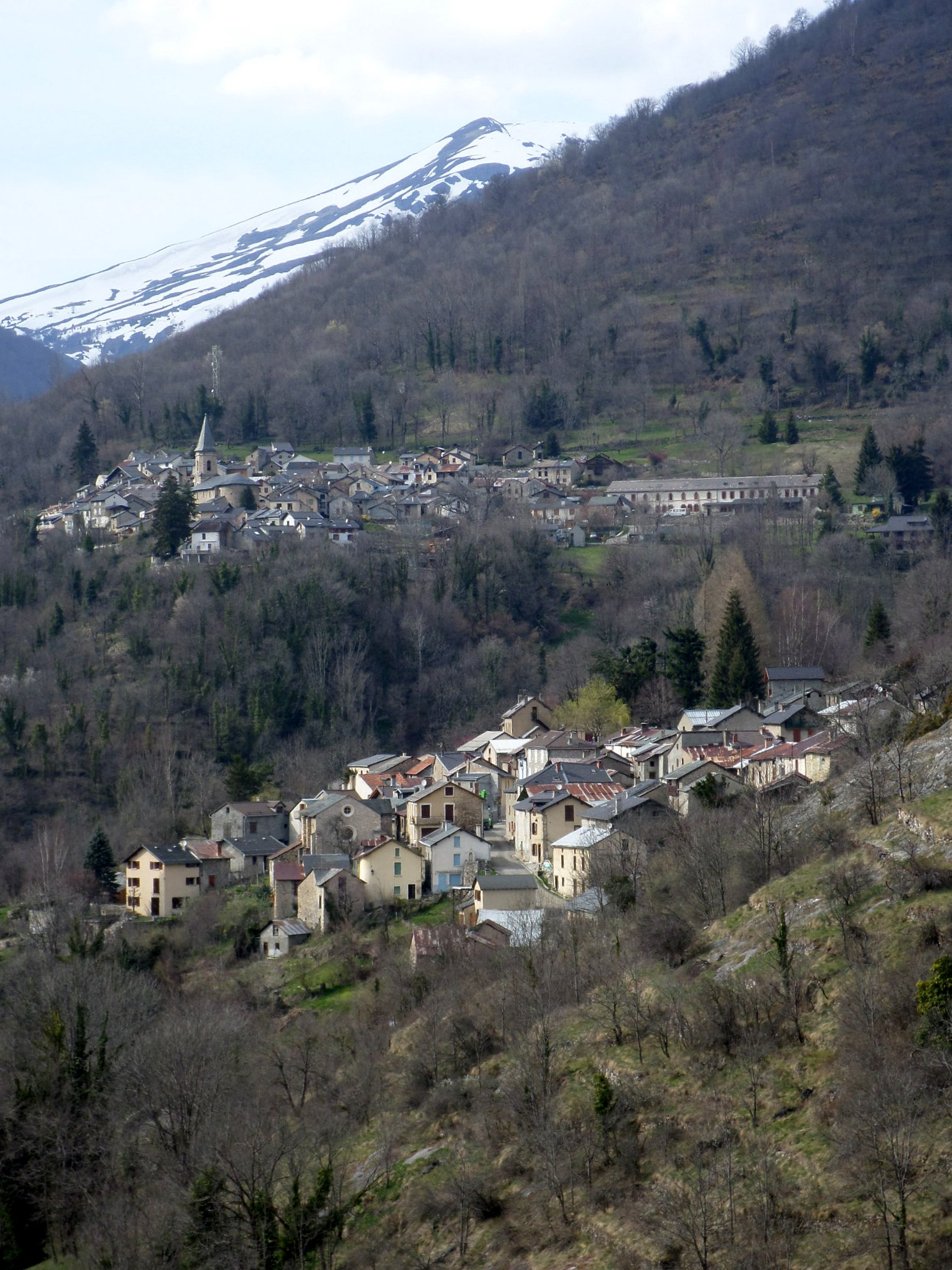
Suc en altitude, Sentenac au premier plan.

La femme sauvage du Vicdessos, encore appelée la folle du Vicdessos, la folle du Montcalm, la femme nue des Pyrénées, ou la nuda (la nue) est l’héroïne d’un fait divers historique survenu en Ariège en 1807-1808, entouré de mystère et qui a suscité nombre d’hypothèses et d’ouvrages documentaires ou littéraires.

## Historique
En 1807, deux chasseurs sur les pentes du Montcalm, au fond de la vallée de Vicdessos en Ariège, aperçoivent une femme nue au milieu d’un groupe d’ours. Elle est grande, mince, sa peau est très hâlée par le soleil et ses cheveux sont blonds. Elle s’enfuit à une vitesse surprenante et les chasseurs ne parviennent pas à l’attraper. Après une longue traque, elle finit par être prise, mais elle se débat énergiquement et insulte ses ravisseurs en français, ce qui est surprenant dans ce pays où on ne parle que l’occitan. Emmenée au village de Suc, elle parvient à s’échapper.
L’enquête confiée aux gendarmes révèle que cette femme est connue et que certaines personnes l’ont aidée en lui donnant de la nourriture. Reprise, elle est amenée à Foix. Il s’avère, d’après les rares paroles qu’elle a prononcées, qu’elle est d’origine aristocratique, qu’elle et son mari ont fui la Révolution en gagnant l’Espagne. Ils auraient tenté de revenir, auraient été attaqués dans la montagne par des bandits, qui auraient tué le mari et violé la femme, abandonnée nue.
La malheureuse aurait dans un premier temps trouvé refuge dans les montagnes de l’Est andorran. « Ce n’est qu’au printemps 1801, après la fonte des neiges, qu’elle décide de franchir le col pour se retrouver sans le savoir en France, dans la région du Vicdessos », précise René-Jean Pagès.
On ne sait comment elle a réussi à survivre. Elle aurait été protégée par des ours, avec qui elle semblait vivre en bonne entente. En attendant des instructions sur son identité qui ont été demandées à Paris, elle est enfermée dans un hospice, où les religieuses se plaignent de la voir se dépouiller de ses vêtements, et d’où elle réussit à s’enfuir. Elle est finalement enfermée à la prison du château de Foix et c’est là qu’elle se serait laissée mourir. Un permis d’inhumer est délivré le 29 octobre 1808. Mais il n’y a aucune trace de l’inhumation elle-même, ni de tombe.

## Hypothèses
Le thème de la « femme sauvage », à partir de ce fait divers authentique attesté par le rapport du préfet et les témoignages contemporains, se rapproche d'autres cas similaires (Victor de l'Aveyron, Marie-Angélique le Blanc...) et a contribué aux multiples légendes d’hommes sauvages particulièrement répandues dans les Pyrénées (Basajaun, Iretges, etc.) et bien entendu au mythe de Jean de l'Ours, créature née de l’union d’un ours avec une femme, dans le droit fil d’une très ancienne et universelle croyance dans la parenté de l’ours et de l’homme, particulièrement dans la sexualité.

## Sources
- Bernard Duhourcau, Guide des Pyrénées mystérieuses, Paris, Sand, coll. « Les Guides noirs », 1985, 653 p. (ISBN 2-7107-0306-8).

### Romans et documents
- Paul Gabriel Bascle de Lagrèze, La Victime de l'amour conjugal : ou Histoire récente d'une jeune femme trouvée entièrement nue sur les hautes montagnes du canton de Vicdessos, près le hameau de Suc, situé dans les Pyrénées, Toulouse, Bellegarrigue, 1814, 35 p. : Paul Gabriel Bascle de Lagrèze (1785-1850), sous-préfet de Foix en 1814, publie le premier rapport circonstancié de l’affaire.
- Christian Bernadac, Madame de... qui vivait nue parmi les ours, au sommet des monts perdus, Paris, France-Empire, 1984, 281 p. (ISBN 2-7048-0340-4), contient le texte de Pierre François Brun, Idée générale du département de l'Ariège.
- Christian Bernadac, La Femme nue des Pyrénées, Paris, France-Empire, 1995, 212 p. (ISBN 2-7048-0774-4, lire en ligne).
- Isabelle Sandy, L'Homme et la Sauvageonne, Paris, Plon, Nourrit et Cie, 1925, 251 p. (BNF 31295167).
- Pierre-Barthélemy Gheusi, La Femme nue du Montcalm, Paris, Aux armes de France, 1945, 191 p. (BNF 32162424).
- Élie Berthet, Antonia la folle des Pyrénées, Journal le Siècle du 17 janvier au 8 mars 1850 (repris dans l’Avenir de l'Ariège) puis édité sous le titre d’Antonia
- Abbé Laborgne, Hermance de Valmega ou Histoire de la Folle découverte en 1809 parmi les rochers dont sont hérissés les pics des pentes du Montcalm (Ariège. Petit tirage, 500 à 800 exemplaires).
- Fleuret, Vie et fin déplorable de Mme de Budoy qui vécut comme femme sauvage (complainte de colportage), Paris, Vigor Renaudière, 1820, 2 p. (lire en ligne).
- Charles Doris, Vie et fin déplorable de Mme de Budoy, trouvée, en janvier 1814, entièrement nue et vivante sur les hautes montagnes du canton de Vicdessos, département de l'Ariège, Paris, Germain Mathiot, 1817, 2 vol., 279 et 264 p. [vol. 1] [vol. 2].
- Jean Lakanal, Perdue et retrouvée : La Dernière des fées, Société Toulousaine Arts et Lettres.
- Adelin Moulis, « La folle des Pyrénées », Journal de l'Ariège, 8 novembre 1958.
- Valérie Appert, « La folle du Montcalm... », Le Magazine de l'Ariégeois, décembre 1984.
- Robert Reulle, « La folle nue du Vicdessos », S'Aïma S'Ajuda - Bulletin de l'association "Les Amis de Goulier", no 32,‎ octobre 1966, p. 11–12 (ISSN 0765-6440, lire en ligne).
- G. Lenotre, « La sauvagesse des Pyrénées », Le Temps, vol. 62, no 22249,‎ 5 juillet 1922, p. 3 (lire en ligne) et « L'énigme de Vic-d'Essos », Le Temps, vol. 62, no 22289,‎ 15 août 1922, p. 2 (lire en ligne).
- Pierre de Gorsse, « La femme nue des Pyrénées : I. – L'histoire », Pyrénées, no 50,‎ avril-juin 1962, p. 73–77 (lire en ligne) et « II – La légende », Pyrénées, no 51,‎ juillet-septembre 1962, p. 169–180 (lire en ligne), illustré.
- Pierre de Gorsse, « La femme nue des Pyrénées : Sa véridique histoire et sa légende littéraire » (résumé de la communication du 30 novembre 1961 à l'Académie des sciences de Toulouse), Mémoires de l'Académie des sciences, inscriptions et belles-lettres de Toulouse, Toulouse, Imprimerie toulousaine, 14e série, vol. 124, t. III,‎ 1962, p. 93–96 (lire en ligne).
- Michèle Gazier, compte rendu de la Nuda de François Salvaing, Télérama, no 2299, 2 février 1994.
- René-Jean Pagès, La Folle des Pyrénées, Portet-sur-Garonne, Empreinte, coll. « Lettres du Sud / Histoire », 2013, 235 p. (ISBN 978-2-913319-84-4).
- Albert Cazes, La Folle des Pyrénées : Histoire et légende, Foix, Gadrat aîné, 1924, 280 p. (BNF 31919330).

### Œuvres littéraires
- Michel Gardère (avec la collab. d'Anne-Charlotte Delangle), La Femme sauvage (roman), Paris, Presses de la Cité, 2011, 254 p. (ISBN 978-2-258-08476-6).
- Raoul Lafagette, La Folle des Pyrénées (poème), Foix, Imprimerie Pomiès, 1885.
- François Salvaing, La Nuda (roman), Paris, Julliard, 1994, 282 p. (ISBN 2-260-00118-1) ; Pocket (no 4409), 1997  (ISBN 2-266-06740-0) ; Fayard, 2007, 323 p.  (ISBN 978-2-213-63615-3).

### Bande dessinée
- Jean-Claude Pertuzé, Les Chants de Pyrène, tome 2, Toulouse, Loubatières, 1982.
- Régis Loisel, Philippe Sternis, Pyrénées, Vents d’Ouest, 1998 (variation sur le thème : une enfant sauvage vit parmi les animaux sauvages des Pyrénées).

### Audiovisuel
- Michel Jourdain, La sauvage des Pyrénées, docu-fiction produit par Les films Figures Libres et diffusé sur France 3 en 2013.

### Article de presse
- Sophie Vigroux, « Ils l'avaient surnommée la folle des Pyrénées », La Dépêche du Midi, 15 septembre 2013.

### Musique
- Artús, La Hòla, sur l'album Ors ; Pagans, 2017.